# Vodice (żupania primorsko-gorska)
Vodice – wieś w Chorwacji, w żupanii primorsko-gorskiej, w mieście Cres. W 2011 roku liczyła 7 mieszkańców.